# Татспиртпром
АО «Татспиртпром» — российский производитель алкоголя. В структуре компании имеются 2 спиртовых, 2 ликероводочных завода, винзавод в Республике Татарстан.

## История

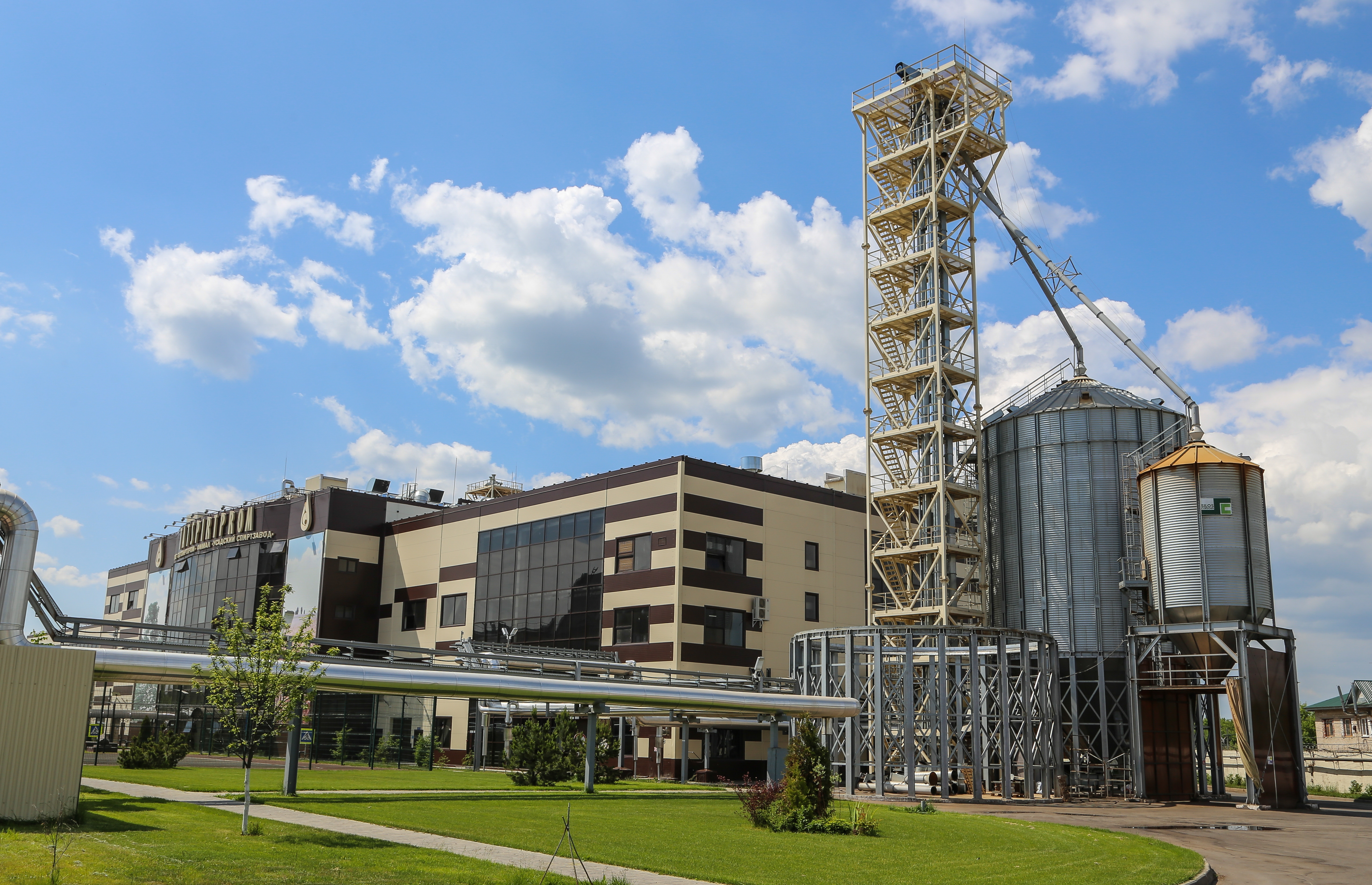
«Усадский спиртзавод» филиал АО «Татспиртпром»

Компания «Татспиртпром» создана в 1997 году как Государственное унитарное предприятие, объединившее в себя существовавшие в то время ликероводочные предприятия Республики Татарстан. В 2004 году ФГУП преобразовано в ОАО, единственным акционером которого являлось Министерство земельных и имущественных отношений РТ.
Ко 2 ноября 2013 года владельцем 100 % акций АО «Татспиртпром» стал принадлежащий правительству Татарстана АО «Связьинвестнефтехим».
В 2015 году «Татспиртпром» стал лидером по производству водки в России в 2015 году, к 2016 году её выпуск возрос на 34,8 % (11,58 млн дал). Компания являлась единственным производителем крепкого алкоголя в Татарстане. Основная водка компании являлась «Русская валюта», к концу 2016 года достигшая первого места по продажам в России.
Произведено алкогольной продукции более 12,4 млн дал. Доля продукции АО «Татспиртпром» на федеральном рынке выросла с 13 % до 17 %.
14 июля 2016 году организационная форма компании переименовано в Акционерное общество в соответствии со вступившим в силу изменениями законодательства об акционерных обществах.

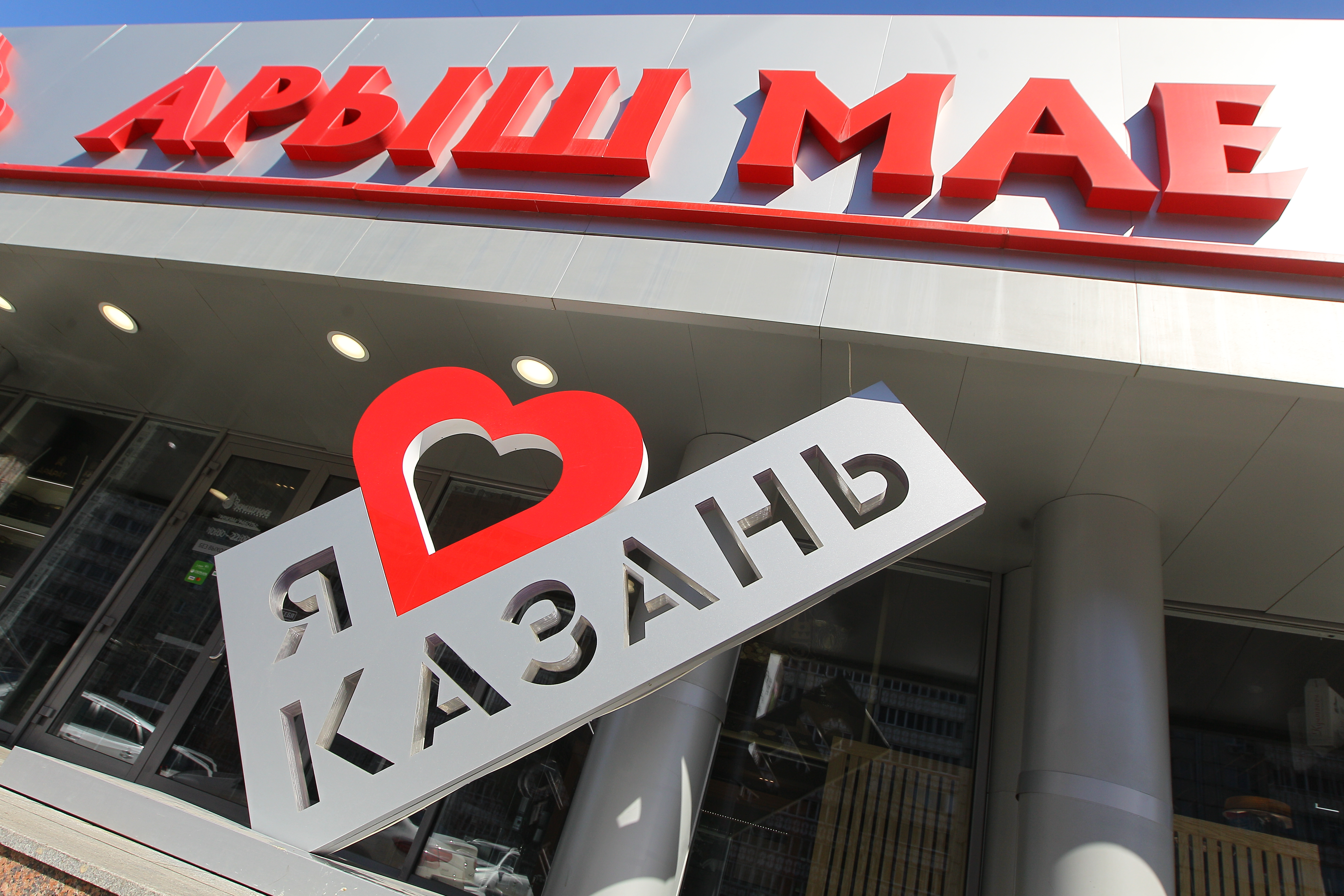
Магазин-музей «Арыш Мае» Салимжанова, 17 ул., Казань г.

В 2016 году Союз производителей алкогольной продукции, объединяющий крупнейшие российские водочные компании, обвинял власти республики в протекционизме. По данным союза, в 2016 году региональные власти дали негласное указание ритейлерам установить с 1 октября минимальные цены на водку из других субъектов РФ на уровне 321 руб. за пол-литра (в других регионах водка членов СПАП стоит 220—260 руб., в то время как водка «Татспиртпрома» марки «Наркомовская норма» и Starter продаются в Татарстане по 256 и 286 руб.), также введя дополнительная сертификацию на неместную водку. Как отмечали в СПАП, за счёт этого Татспиртпром мог продавать свою водку в других регионах дешевле конкурентов.
По итогам 2021 года компания заняла третье место по отгрузке водки в России (8,3 млн дал), уступив только Novabev Group (10,05 млн дал) и Roust (9,58 млн дал).
В декабре 2023 года «Объединенные пивоварни», созданная на базе активов Heineken в России и принадлежащая группе «Арнест», приобрела у «Татспиртпрома»
пивоваренный завод «Белый Кремль». Завод расположен на территории индустриального парка «Чистополь» в Татарстане, был построена в 2018 году с производственной мощностью 1,5 млн гектолитров в год. Портфель компании включает бренды «Белый Кремль», «Хмельные раки», «Кама», «Чистопольское», «Золотой кабан», также завод сотрудничает с ритейлерами по производству продукции под СТМ.
По итогам 2024 года компания является крупнейшим производителем водки в России (10,25 млн декалитров), обойдя Novabev Group (9,6 млн декалитров), Алкогольную сибирскую группу (8,96 млн декалитров).

## Руководство
Совет директоров общества (по состоянию на 7.07.2017):
- Алексей Песошин — Премьер-министр РТ, председатель совета директоров
- Василь Шайхразиев — Заместитель Премьер-министра РТ
- Даниил Волков — заместитель министра финансов Республики Татарстан
- Жаудат Ахметханов — руководитель Госалкогольинспекции РТ
- Сергей Алексеев — первый заместитель генерального директора АО «Связьинвестнефтехим»
- Иван Егоров — генеральный директор АО "Холдинговая компания «Ак Барс»
- Руслан Максудов— генеральный директор АО «Татспиртпром»[8]

Единоличный исполнительный орган — генеральный директор общества.

## Производственные филиалы компании
Филиалы АО «Татспиртпром»:
- Казанский ликероводочный завод
- Усадский ликероводочный завод

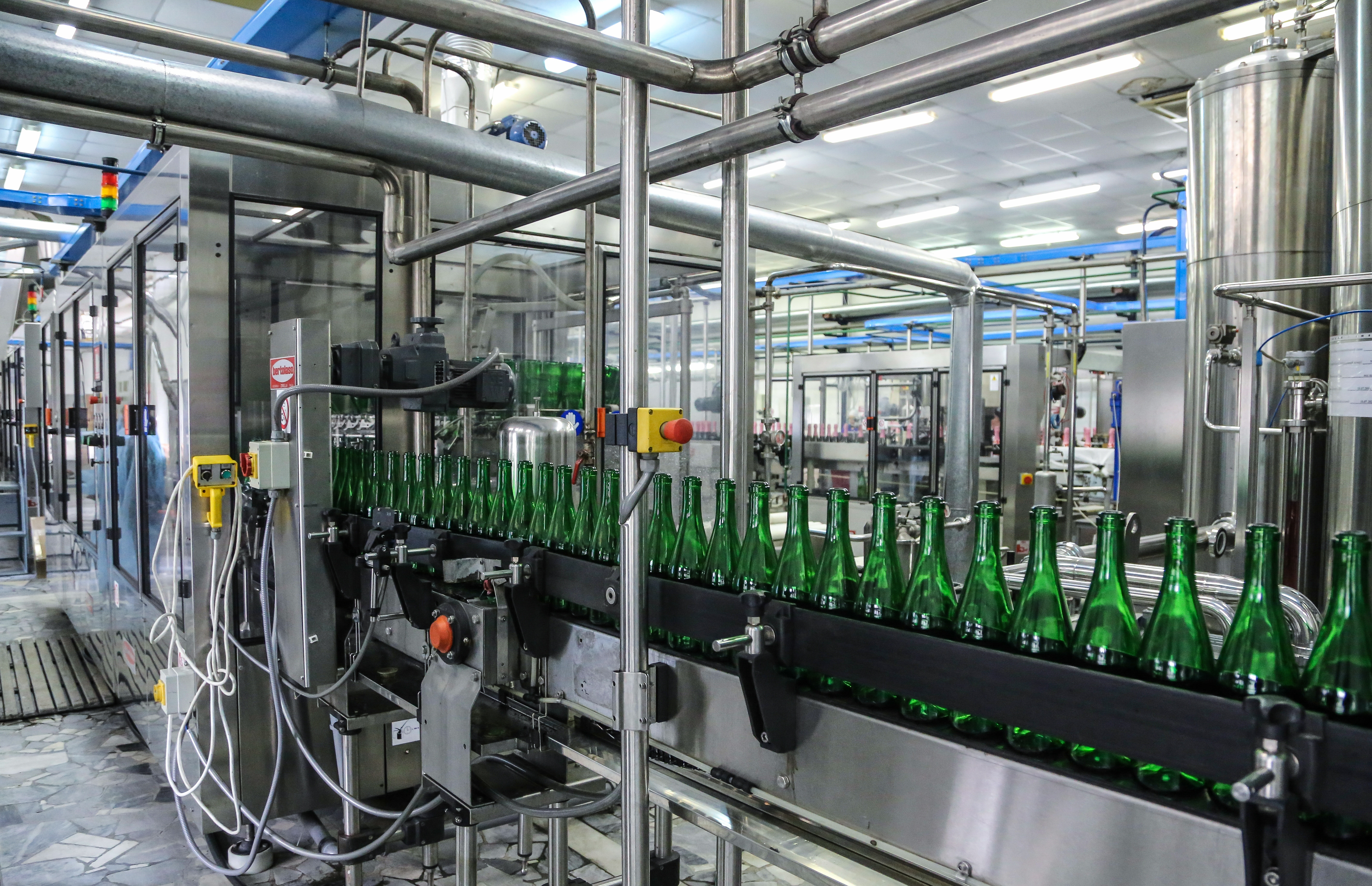
Винзавод «VIGROSSO»

- Мамадышский спиртзавод (в 2014 году завершилась полная модернизация завода. Затраты на переоснащение составили около 460 млн руб.[9])
- Усадский спиртзавод (в 2015 году запущен новый завод)
- Винзавод «VIGROSSO»

В модернизацию производственных мощностей в 2016 г. АО «Татспиртпром» инвестировал более 1,119 млрд.руб.

## Торговые марки компании
В настоящий момент продуктовый портфель компании включает в себя стратегические федеральные торговые марки (бренды) и локальные торговые марки, имеющие большое распространение в Татарстане:
- Водки: «AKDOV Original», «TUNDRA», «STERVA», «Graf Ledoff», «Ханская», «Ханская Limited Edition», «Ханская SNEG», «Ханская REPUBLIC 100»,  «Русская валюта», «Татарстан», «Старая Казань», «Старая Казань Premium», «Голубое озеро», «Казанская престижная», «Усадская хлебная», «Снежница».
- Горькие настойки: «AKDOV Ultimate», «Доктор Перцефф", «Царь кедр», «Шишкин Хутор», линейка настоек «Graf Ledoff».
- Бальзамы: «Бугульма».
- Десертный ликер: «TUNDRA BITTER».
- Шампанское и игристое вино: "Российское шампанское", «SOGNO SEGRETO», " ViGrosso".
- Вина: "ViGrosso", «Кагор», «Кагор Свияжский», «Paradise Vine», «Vine Collection».
- Винные коктейли: «LoveMix»
- Коньяки: «3 звезды», «5 звезд», «Аранаит», «Резидент», «Людовик».
- Аперитивы: «Степной ветер».
- Вермуты: «Sogno Segreto».
- Прочие напитки: Blended Whisky "Glen Rivers", «Your Choice With Taste Of Whisky», «Медный перегон», слабоалкогольный напиток «Graf Ledoff ICE».

Объёмы производства алкогольной продукции АО «Татспиртпром» по итогам 2016 года составили 12,4 млн декалитров.  
Основные экспортные направления (алкоголь): Китай, Турция, Казахстан, Туркменистан, Беларусь, Киргизия, Узбекистан, Корея, Абхазия, Ирак, Монголия, Эстония, Латвия, Германия, Венгрия, Италия, Иордания, Канада, США.
Развивая направления экспорта продукции и сотрудничества с региональными производителями, компания работает в направлении контрактного розлива алкогольных напитков.  
За 2014—2015 годы около половины объёма произведенной продукции, было розлито по контракту со сторонними владельцами ТМ.